# رايكو جيجيتش
رايكو جيجيتش مواليد 22 يناير 1955 في جمهورية يوغوسلافيا الاشتراكية الاتحادية - الوفاة 7 أغسطس 2003، كان لاعب كرة سلة مونتينيغري. بدأ مسيرته الاحترافية في سنة 1970. مثّل منتخب بلاده. شارك في دورة الألعاب الأولمبية الصيفية سنة 1984. اعتزل اللعب في 1988.

## سجل المنافسة
شارك في المنافسات التالية:
- بطولة أمم أوروبا لكرة السلة 1975
- بطولة أمم أوروبا لكرة السلة 1979
- الألعاب الأولمبية الصيفية 1976
- الألعاب الأولمبية الصيفية 1980
- الألعاب الأولمبية الصيفية 1984

## الميداليات
| الميدالية | المسابقة                       |
| --------- | ------------------------------ |
| فضية      | الألعاب الأولمبية الصيفية 1976 |
| ذهبية     | الألعاب الأولمبية الصيفية 1980 |
| برونزية   | الألعاب الأولمبية الصيفية 1984 |

## روابط خارجية
- رايكو جيجيتش على موقع الاتحاد الدولي لكرة السلة (الإنجليزية)
- رايكو جيجيتش على موقع ريلجم (الإنجليزية)
- رايكو جيجيتش على موقع بروبوليرز (الإنجليزية)
- رايكو جيجيتش على موقع سبورتس رفرنس (الإنجليزية)
- رايكو جيجيتش على موقع أوليمبيديا (الإنجليزية)